# Peter Lehmann
Peter Lehmann es un autor de libros y artículos, científico social, editor, proveedor de un servicio de libros por correo de encargo, así como activista independiente de antipsiquiatría humanista, que reside en Berlín (Alemania).
Lehmann tiene una educación académica en pedagogía. Desde el 1979, ha representado posiciones de antipsiquiatría humanista dentro del movimiento de consumidores / expacientes / sobrevivientes de la psiquiatría y en círculos de profesionales humanistas.
En 1980, fue el cofundador de un grupo de apoyo para exusuarios y sobrevivientes de psiquiatría y aconsejó sobre los psicofármacos y sus efectos indeseados de retirada hasta 1989. En 1987, fue cofundador de PSYCHEX (Suiza), una alianza entre abogados, doctores y sobrevivientes de la psiquiatría para apoyar a personas encarceladas en instituciones psiquiátricas en Suiza. Desde entonces es miembro de su Junta Directiva. En 1989, fue cofundador de la Organización para la Protección de Violencia Psiquiátrica (dirigió la Casa de escape, que abrió sus puertas en 1996, a los que buscaban refugio de la violencia psiquiátrica) en Berlín.
Desde 1990, ha sido coeditor del Diario de Sicología Crítica, Consejería y Sicoterapia (Reino Unido). En 1991, fue el cofundador de la Red Europea de exusuarios y sobrevivientes de psiquiatría (ENUSP) y fue el director de la organización de 1997-1999 y fue miembro de la Junta Directiva hasta el 2010. Desde el 2002, ha sido miembro de MindFreedom International (MenteLibre Internacional) y es su representante designado a la Organización de Naciones Unidas. Fue miembro en el 2007 del Comité Organizacional de la Conferencia: "Tratamiento Coercitivo en la Siquiatría", que se llevó a cabo en Dresde y estuvo dirigida por la Asociación Psiquiátrica Mundial.
En el año 2010, la Facultad de Filosofía de la Escuela de Sicología de la Universidad Aristóteles de Salónica, en Grecia, le otorgó un Doctorado honorario en reconocimiento a su "excepcional contribución científica y humanitaria a los derechos de las personas con experiencia psiquiátrica". Kostas Bairaktaris, Profesor de Psicología Clínica, pronunció el discurso en honor a Peter Lehmann. Lehmann es el primer sobreviviente psiquiátrico en el mundo en ser honrado con un grado doctoral por ser pionero en obtener logros dentro del ámbito de la antipsiquiatría humanista. Le fue otorgada en el 2011, la Orden del Mérito de la República Federal de Alemania en reconocimiento a su servicio a la comunidad por el Presidente de Alemania.
En el 1986 fundó la casa publicadora y tienda de libros por encargo "Peter Lehmann Publishing" en Berlín y publicó su primer libro, escrito en alemán; "Der chemische Knebel" ("La mordaza química") (Berlín: Antipsychiatrieverlag), a través de su propia Casa Publicadora Antipsiquiatría. En el 2003, fundó una subsidiaria en el Reino Unido y en el 2004 otra en los Estados Unidos.

## Crítica a la psiquiatría
Una gran porción del trabajo de Lehmann se concentra en el efecto iatrogénico o negativo de los neurolépticos o los tal llamados antisicóticos, y presenta que hay efectos dañinos a medio y a largo plazo parecidos a los causados por el alcohol (como cambios en los receptores, déficit de atención, tendencia a suicidios, psicosis tardía, obesidad, hipercolesterolemia, diabetes, apoptosis, etc.). Expresa Lehmann que típicamente estos daños son mayores a los beneficios a corto plazo, si es que acaso el paciente obtiene algún beneficio. Lehmann también asegura que la psiquiatría como disciplina médica no le hace justicia a la expectativa de resolver problemas de salud mental que son mayormente de índole social y que la propensión del uso de tratamientos involuntarios o forzados constituyen una amenaza. Sostiene Lehmann además, que los métodos de diagnóstico obstruyen el entendimiento de los problemas reales de los individuos en la sociedad.
Por estas razones, Lehmann clama para desarrollar asistencia efectiva y adecuada para personas con dificultades emocionales y salvaguardar su inclusión social. El también aboga por los derechos políticos y civiles en el tratamiento a la par con pacientes "normales", uniendo fuerzas en cooperación con otros grupos de apoyo y de derechos humanos que apoyen el retirase voluntariamente de las drogas psiquiátricas. Promueve el uso de psicofármacos alternativas y menos tóxicas, la prohibición del electrochoque (ECT; la llamada "terapia" electroconvulsiva) y nuevas formas de vivir con locura y ser diferente, con tanta independencia de las instituciones como sea posible, así como tolerancia, respeto y apreciación de la diversidad en todos los niveles de la vida.

## Algunas publicaciones
"Dejando los medicamentos psiquiátricos – Estrategias y vivencias para la retirada exitosa de antipsicóticos, antidepresivos, estabilizadores del ánimo, psicoestimulantes y tranquilizantes" ("Coming off Psychiatric Drugs: Successful withdrawal from neuroleptics, antidepressants, lithium, carbamazepine and tranquilizers", 2004) fue originalmente publicado en alemán en 1998 y fue el primer libro sobre este tema a nivel mundial. Aparte de incluir miembros de la familia y profesionales de la salud, Lehmann se dirige principalmente a individuos que escogen retirarse de estas drogas. Detalla historias de cómo otros pacientes en diferentes países abandonaron las psicofármacos psiquiátricas sin que eso provocara que regresaran a las oficinas médicas. Además de presentar estás historias, incluye relatos de cómo personas de diferentes países del mundo; profesionales trabajando con sicoterapia, medicina, siquiatría, trabajo social, naturopatía y lugares alternativos ayudaron en el proceso de la retirada.
En su segundo libro, "Alternativas más allá de la psiquiatría" ("Alternatives beyond psychiatry"), coeditado en 2007, con el psiquiatra Peter Stastny, Lehmann realza las alternativas que existen fuera de la psiquiatría, con posibilidades actuales de autoayuda para individuos que experimentan demencia y estrategias para implantar un tratamiento más humano para los mismos.
Ambos libros están disponibles en inglés, alemán y griego.

### Libros
- Lehmann, P. / Newnes, C. (eds.) (2021). Withdrawal from Prescribed Psychotropic Drugs. Libro electrónico. ISBN 978-3-925931-83-3, ISBN 978-3-925931-84-0, ISBN 978-0-9545428-8-7. Berlín / Lancaster: Peter Lehmann Publishing. Edición impresa: Lancaster: Egalitarian Publishing 2023, ISBN 978-183806361-0.

- Lehmann, P. / Gómez, S. (eds.) (2018). Dejando los medicamentos psiquiátricos – Estrategias y vivencias para la retirada exitosa de antipsicóticos, antidepresivos, estabilizadores del ánimo, psicoestimulantes y tranquilizantes. Libro electrónico. ISBN 978-3-925931-52-9, ISBN 978-3-925931-53-6, ISBN 978-3-925931-80-2. Berlín / Shrewsbury: Peter Lehmann Editorial.

- Lehmann, P. (ed.) 2004. Coming off Psychiatric Drugs: Successful withdrawal from neuroleptics, antidepressants, lithium, carbamazepine and tranquilizers. ISBN 978-0-9545428-0-1 (RU), ISBN 978-0-9788399-0-1 (USA). Berlín / Eugene / Shrewsbury: Peter Lehmann Publishing. Libro electrónico en 2021, ISBN 978-0-9545428-5-6, ISBN 978-0-9545428-6-3, ISBN 978-3-925931-55-0.

- Stastny, P. & Lehmann, P. (eds.) (2007). Alternatives beyond Psychiatry. ISBN 978-0-9545428-1-8 (RU), ISBN 978-0-9788399-1-8 (USA). Berlín / Eugene / Shrewsbury. Libro electrónico: Alternatives beyond Psychiatry. The great book of alternatives to psychiatry around the world. Berlin / Lancaster: Peter Lehmann Publishing 2025, ISBN 978-3-910546-14-1, ISBN 978-3-925931-91-8, ISBN 978-3-910546-02-8.

### Artículos selectos
- Lehmann, P. (2024). Psychiatry stripped naked: Current human rights violations in psychiatry in Germany, Greece and the rest of the world. Journal of Critical Psychology, Counselling and Psychotherapy (RU), 24(1), 16-37.
- Lehmann, P. (2023). The bright and the dark side of the self-help movement. Ambivalent experiences from almost half a century of involvement in non- and antipsychiatric self-organization and self-help in Germany. Journal of Critical Psychology, Counselling and Psychotherapy (RU), 23(4), 26-36.
- Lehmann, P. (2022). Violações informais dos direitos humanos psiquiátricos: violência psiquiátrica a través de desinformação deliberada sobre os riscos de dependência de drogas psicotrópicas e retenção de apoio na sua descontinuação e retirada. In: P. Amarante / F. Freitas (Eds.), Crise Planetária: pandemia, desigualdades, neoliberalismo e patologização (pp. 62-69). Rio de Janeiro: Laboratório de Estudos e Pesquisas em Saúde Mental e Atenção Psicossocial/Fiocruz, ISBN 978-65-00-45355-3.
- Lehmann, P. (2022). A concise guide to electroshock: Indications, mode of action, risks, alternatives. Journal of Critical Psychology, Counselling and Psychotherapy (RU), 22(3), 36-45.
- Lehmann, P. (2021). Humanistic antipsychiatry and the Journal of Critical Psychology, Counselling and Psychotherapy – a personal retrospect. Journal of Critical Psychology, Counselling and Psychotherapy (RU), 21(1), 64-68.
- Lehmann, P. (2019). Paradigm shift: Treatment alternatives to psychiatric drugs, with particular reference to low- and middle-income countries. In: L. Davidson (Ed.), The Routledge Handbook of International Development, Mental Health and Wellbeing (pp. 251-269). London / Nueva York: Routledge. ISBN 978-0-367-02773-5, ISBN 978-0-429-39784-4, ISBN 978-0-367-78385-3.
- Lehmann, P. (2019). Transparency first. Disclosure of conflicts of interest in the psychiatric field. Journal of Critical Psychology, Counselling and Psychotherapy (RU), 19(2), 131-151.
- Lehmann, P. (2018). Teaching withdrawal of antipsychotics and antidepressants to professionals and recipients. In: C. Newnes / L. Golding (Eds.), Teaching Critical Psychology: International perspectives (pp. 148-169). Abingdon / Nueva York: Routledge, ISBN 978-1-138-28833-1.
- Lehmann, P. (2015). Are users and survivors of psychiatry only allowed to speak about their personal narratives?. In: J.Z. Sadler, K.W.M. Fulford, & C.W. Van Staden (Eds.), The Oxford Handbook of Psychiatric Ethics, Vol. 1 (pp. 98-104). Oxford: Oxford University Press, ISBN 978-0-19-966388-0.
- Lehmann, P. (2015). Securing human rights in the psychiatric field by advance directives. Journal of Critical Psychology, Counselling and Psychotherapy (RU), 15(1), 1-10.
- Lehmann, P. (2014). Facebook friends and other enemies. Journal of Critical Psychology, Counselling and Psychotherapy (RU), 14(1), 37-43.
- Lehmann, P. (2014). Two contradictory sides of recovery and psychosocial rehabilitation. E-bulletin of the World Association for Psychosocial Rehabilitation) (Madrid), (35), 7-12.
- Lehmann, P. (2013). Early warning signs of chronic or lethal diseases due to the administration of neuroleptics. Journal of Critical Psychology, Counselling and Psychotherapy (RU), 13(1), 23-29.
- Lehmann, P. (2013). Me and Thomas Szasz. Contrarian approaches to anti-psychiatry. Asylum–The Magazine for Democratic Psychiatry (RU), 20(2), 12.
- Lehmann, P. (2013). Alternativas a la psiquiatría. Revista de la Asociación Española de Neuropsiquiatría (Madrid), 33(117), 137-150.
- Lehmann, P. (2012). About the intrinsic suicidal effects of neuroleptics: Towards breaking the taboo and fighting therapeutical recklessness. International Journal of Psychotherapy, 16(1), 30-49.
- Lehmann, P. (2010). The particular elements of Soteria from the perspective of (ex-) users and survivors of psychiatry. Asylum–The Magazine for Democratic Psychiatry (RU), 17(4), 11-13.
- Lehmann, P. (2010). Medicalization and irresponsibility. Journal of Critical Psychology, Counselling and Psychotherapy (RU), 10(4), 209-217.
- Lehmann, P. (2010). International noncompliance and humanistic antipsychiatry. In K. Bairaktaris (Ed.), Proceedings of the European Congress against Discrimination and Stigma, for User-Orientated Reforms in Psychiatry and the Right to Alternatives (pp. 63-72). Salónica: Universidad Aristóteles de Salónica, ISBN 978-960-88503-5-4.
- Lehmann, P. (2009). A snapshot of users and survivors of psychiatry on the international stage. Journal of Critical Psychology, Counselling and Psychotherapy (RU), 9(1), 32-42.
- Lehmann, P. (2009). Variety instead of stupidity: About the different positions within the movement of (ex-) users and survivors of psychiatry. Journal of Critical Psychology, Counselling and Psychotherapy (RU), 9(4), 197-204.
- Lehmann, P. (2007). From the madhouse to the warmth of others. aaina—A mental health advocacy newsletter (India), 7(3), 9-12.
- Lehmann, P. (2005). All about PSY DREAM: Psychiatric drug registration, evaluation and all-inclusive monitoring. Epidemiologia e psichiatria sociale, 14(1), 15-21.
- Lehmann, P. (2000). Manage or perish? Or chosing to live without neuroleptic drugs? In J. Guimón & N. Sartorius (Eds.), Manage or Perish? The challenges of managed mental health care in Europe (pp. 469-474). Nueva York / Boston / Dordrecht / Londres / Moscú: Kluwer Adacemic / Plenum Publishers, ISBN 978-0-306-46210-8.
- Lehmann, P. (1999). Psychiatric emergency-treatment: Help against one's will or action of professional violence? In M. De Clercq, A. Andreoli, S. Lamarre & P. Forster (Eds.), Emergency Psychiatry in a Changing World: Proceedings of the 5th World Congress of the International Association for Emergency Psychiatry (pp. 95-104). Ámsterdam / Lausanne / Nueva York / Oxford / Shannon / Singapur / Tokio: Elsevier, ISBN 978-0-444-50017-5.
- Lehmann, P. (1999). Promotion of mental health and prevention of mental disorders by empowerment: Is there a psychiatry-policy without meaningful participation of (ex-) users/survivors of psychiatry? In J. Lavikainen, E. Lahtinen & V. Lehtinen (Eds.), Proceedings of the European Conference on Promotion of Mental Health and Social Inclusion, 10-13 October 1999, Tampere, Finland (pp. 108-110). Helsinki: Ministry of Social Affairs and Health, ISBN 952-00-0896-9.
- Lehmann, P. (1998). Perspectives of (ex-) users and survivors of psychiatry. In E. Lahtinen (Ed.), Mental Health Promotion on the European Agenda. Report from a Consultative Meeting, 15-16 January 1998, Helsinki, Finland (pp. 63-68). Helsinki: STAKES Publications, ISBN 951-33-0681-X.
- Lehmann, P. (1994). "Progressive" psychiatry: Publisher J. F. Lehmann as promoter of social psychiatry under fascism. Changes–An International Journal of Psychology and Psychotherapy (RU), 12(1), 37-49.
- Lehmann, P. & Kempker, K. (1993). Unconventional approaches to psychiatry. Clinical Psychology Forum (RU), (51), 28-29.